# Meleski
Meleski är en ort i Estland. Den ligger i Kolga-Jaani kommun och landskapet Viljandimaa, i den centrala delen av landet, 140 km sydost om huvudstaden Tallinn. Meleski ligger 41 meter över havet och antalet invånare är 134.
Terrängen runt Meleski är mycket platt. Runt Meleski är det glesbefolkat, med 11 invånare per kvadratkilometer. Närmaste större samhälle är Kolga-Jaani, 13,8 km nordväst om Meleski.